# Phlaocyon
Phlaocyon es un género extinto de mamífero carnívoro perteneciente a la subfamilia Borophaginae que habitó en la mayor parte de América del Norte desde el Oligoceno Inferior hasta el Mioceno Inferior entre hace 33,3—16,3 millones de años, existiendo durante aproximadamente 17,3 millones de años.

## Taxonomía
Phlaocyon tenía unos 80 cm de longitud corporal y se asemejaba más a un gato o mapache que a un perro, pero su morfología craneal es la de un cánido primitivo. Phlaocyon vivió probablemente de modo similar a un mapache, trepando árboles a menudo. Su cabeza era corta, ancha y los ojos apuntanban al frente. A diferencia de los cánidos modernos, Phlaocyon no tenía dientes especializados para rebanar carne. Se cree que pudo ser un omnívoro.

## Morfología
Se examinaron dos especímenes para estimar su masa corporal.
- Espécimen 1: se estimó en 1,81 kg.
- Espécimen 2: se estimó en 1,87 kg.

## Especies
Se conocen las siguientes:
- Phlaocyon achoros
- Phlaocyon annectens
- Phlaocyon latidens
- Phlaocyon leucosteus
- Phlaocyon mariae
- Phlaocyon marslandensis
- Phlaocyon minor
- Phlaocyon multicuspus
- Phlaocyon taylori
- Phlaocyon yatkolai